# Linda Apothekenkooperation

Linda-Logo

Linda ist eine seit 2004 bestehende großhandelsunabhängige Kooperation selbständig geführter Apotheken, der 2008 1450 Apotheken angehörten. 2021 umfasste die Kooperation rund 700 wirtschaftlich voneinander unabhängige, inhabergeführte Mitgliedsapotheken.
Das Marken-Logo, an dem teilnehmende Apotheken auch von außen zu erkennen sind, ist in den Farben Grün, Grau und Weiß gestaltet und gilt mit dieser Farbwahl als „einfacher Wiedererkennungsfaktor.“ Die Linda-Apotheken müssen Qualitätssicherungsprozesse nach DIN EN ISO 9001 dokumentieren und monatliche Beiträge für die Teilnahme zahlen.

## Geschichte
2004 wurde die Linda Apothekenkooperation gegründet, mit deren Hilfe die Dachmarke Linda für Apotheke am Markt platziert wurde. Die Linda Apothekenkooperation hatte 2008 1450 Mitglieder. Neben der bis heute bestehenden Teilnahme am Bonusprogramm „Payback“ gab es eine Eigenmarke Prima und eine eigene Kundenzeitschrift.
Eigentümerin der Apothekendachmarke Linda-Apotheke ist die seit 2009 bestehende Linda AG, deren stimmberechtigte Stammaktien zu 91,3 % vom Marketing Verein Deutscher Apotheker (MVDA) gehalten werden und die 2021 als zentraler Dienstleister der Kooperation einen Umsatz von 12,3 Mio. € hatte.
Alle angeschlossenen Apotheken sind Mitglied im MVDA. Ihre Kooperationsaktivitäten bestehen im Wesentlichen im möglichen gemeinsamen Einkauf, um kaufmännische Vorteile zu erringen, im Erfahrungsaustausch unter den Apotheken sowie in gemeinsamen Marketingaktivitäten. Der Verbund kooperiert weiterhin mit dem Bonusprogramm „Payback“ sowie dem „ADAC-Vorteilsprogramm“ (seit 1. März 2009).

## Kundenbewertungen
Im Jahr 2020 führten die Linda-Apotheken in der Apothekenbranche bei der repräsentativen Befragung „Deutschlands Kundenkönige“ für die deutsche Boulevardzeitung Bild mit einer Bewertung von 2,16. Ihr folgten dort shop-apotheke.com (2,23, Online-Apotheke), easyApotheke (2,30) und docmorris.de (2,31, Online-Apotheke).
Einer für das Handelsblatt erfolgten repräsentativen Kundenerhebung „Deutschlands beste Händler 2021“ zufolge belegen die Linda-Apotheken mit einem Anteil von 14,4 % und der Durchschnittsnote von 2,78 den ersten Platz unter den Apothekenkooperationen vor WAVE (A-plus Apotheke, 10,3 %; 2,82) und Gesund leben-Apotheken (10,7 %; 2,85).
2021 erreichten die Linda-Apotheken Platz 10 im Ranking der Spezialhändler des YouGov Brand Indexes; dort wird der Zielerreichungsgrad der Marke anhand der Indikatoren Allgemeiner Eindruck, Qualität, Preis-Leistungs-Verhältnis, Kundenzufriedenheit, Weiterempfehlungsbereitschaft und Arbeitgeberimage über den Zeitraum von zwölf Monaten ermittelt. Auf den Plätzen eins bis vier lagen der Optiker Fielmann, der Sporthändler Decathlon, die Online-Apotheken docmorris.de und shop-apotheke.com. Die Platze fünf bis neun belegten Intersport, Apollo-Optik, Sportscheck, Karstadt Sports und Globetrotter.

## Bewertungen durch Apotheker
Im Rahmen einer Studie zum Leistungsangebot von Apothekenkooperationen, die das DeutscheApothekenPortal 2020 in Zusammenarbeit mit dem Marktforschungsunternehmen IQVIA durchführte, belegte die Apothekenkooperation Linda zweimal den ersten Platz, sowohl bei der „besten Eigenmarke“ als auch bei der „besten Marketing-Unterstützung“; die großhandelsbasierte Kooperation Noweda gewann das Ranking in den Kategorien „bester Einkauf“ und „bestes Category Management“; die höchste Zufriedenheit der befragten Apothekeninhaber und -leiter konnte hingegen Pharma Privat Wave für sich verbuchen.